# Бузов'язи

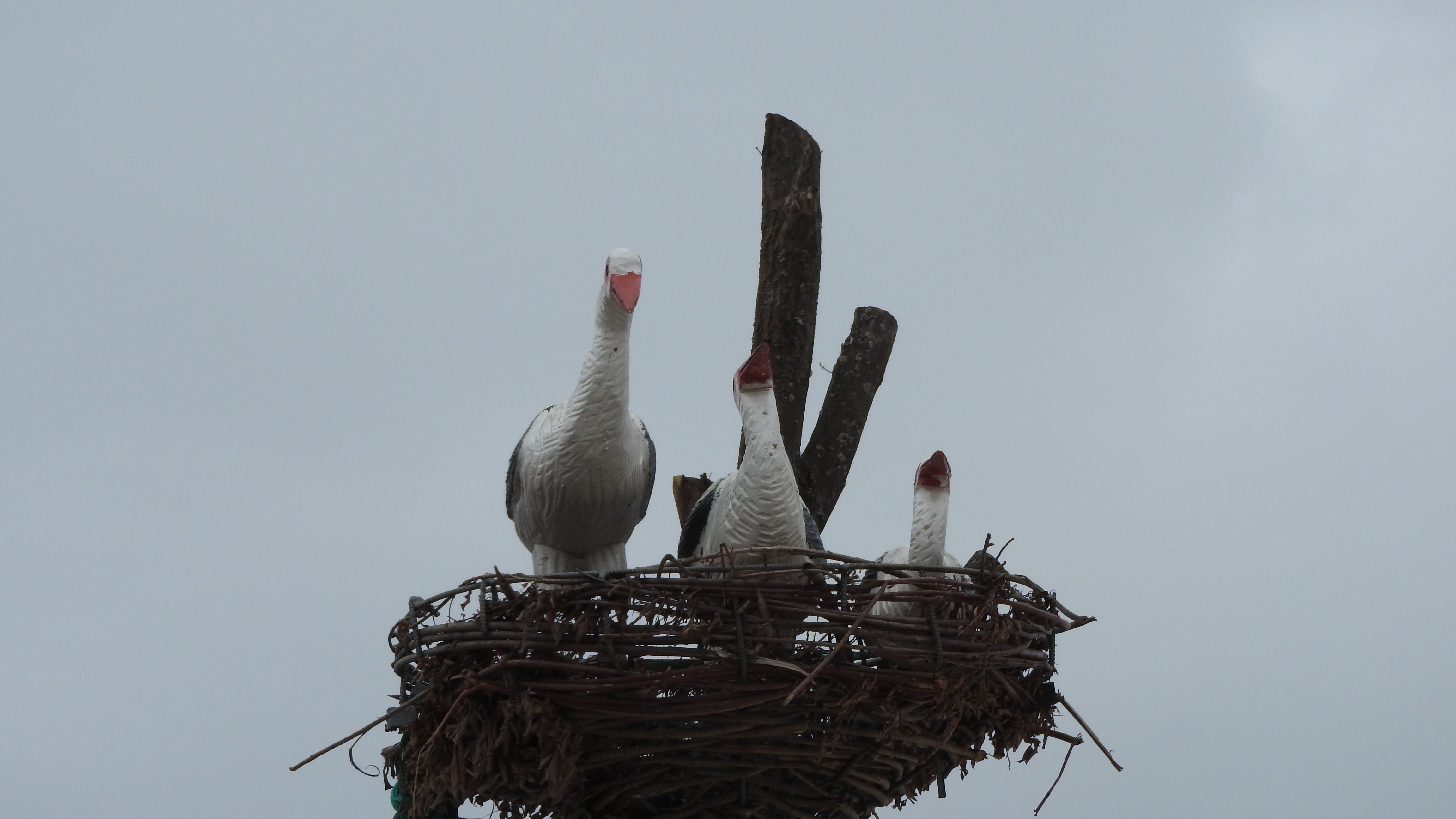
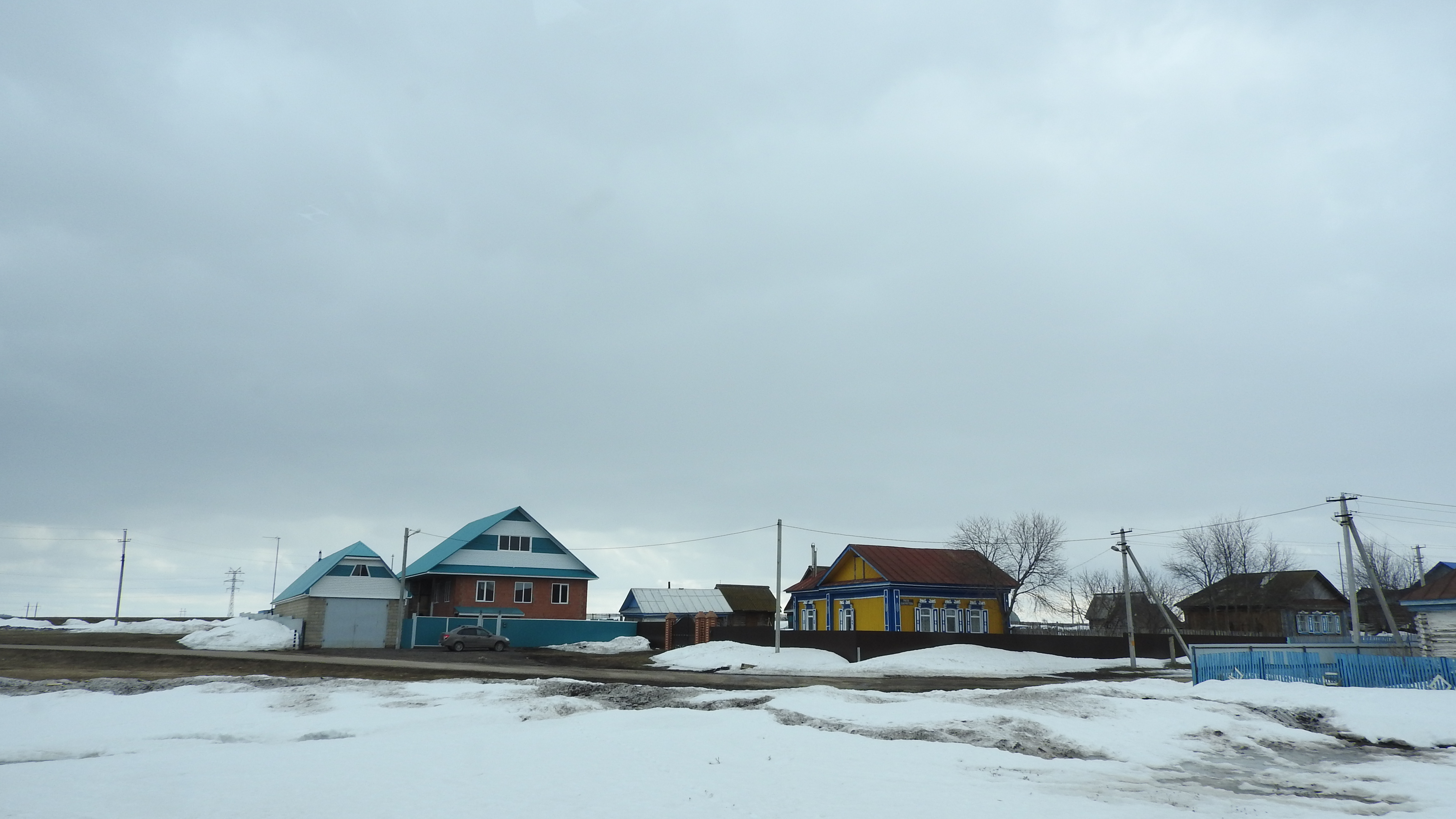
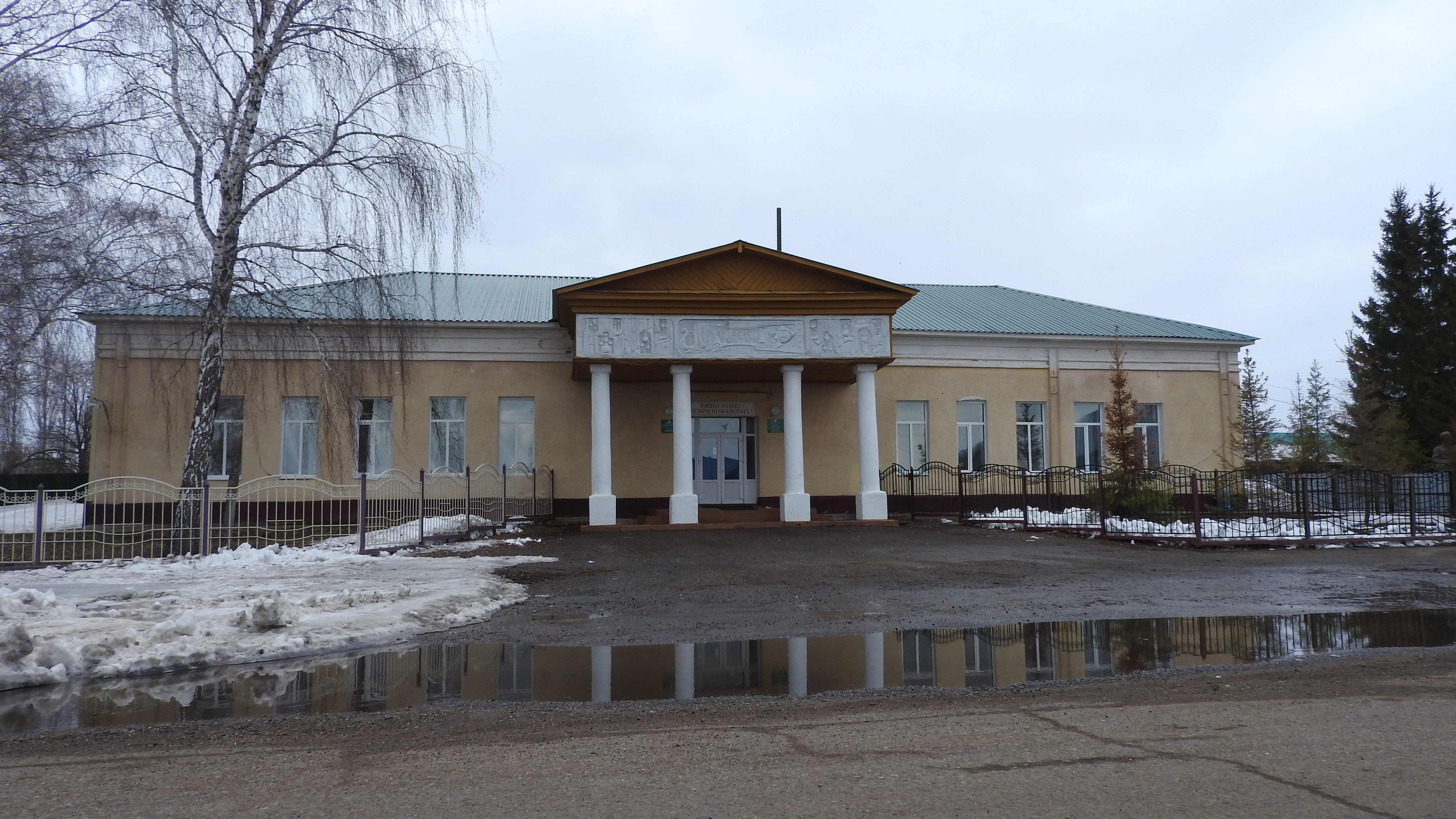

Бузов'язи (рос. Бузовьязы, башк. Боҙаяҙ) — село у складі Кармаскалинського району Башкортостану, Росія. Адміністративний центр Бузов'язівського сільської ради.
Населення — 1492 особи (2010; 1624 в 2002).
Національний склад:
- татари — 53 %
- башкири — 42 %